# Архітектори Дніпра
Видатні архітектори, які брали участь у будівництві й планування Дніпра:
- Клод Геруа — видатний французький архітектор, академік Паризької Академії. Автор першого генерального плану Катеринослава і першого проєкту Спасо-Преображенського собору.
- Іван Єгорович Старов — архітектор, автор взятого за основу генплана Катеринослава.
- Достоєвський Андрій Михайлович — з 1860 по 1865 рік служив губернським архітектором в Катеринославі. Під керівництвом А. М. Достоєвського в 1861 р. було споруджено будинок чоловічої класичної гімназії (тепер — корпус Дніпровського медичного університету на Соборній площі), а потім новий Гостинний двір на Великому бульварі.
- Зуєв Володимир Олександрович — автор архітектурного рішення Набережної, проєкт відновлення готелю «Україна», Діорама «Битва за Дніпро», готель «Дніпропетровськ» та багато інших значних об'єктів.
- Павло Рафаїлович Нірінберг — член Союзу архітекторів СРСР, Лауреат Державної премії СРСР, заслужений архітектор України, Почесний член Української академії архітектури, член комітету з присудження Державної премії України в галузі архітектури. Серед відомих проєктів: Будинок книги, Кінолекторій в парку імені Шевченка, будинок міськвиконкому, Дніпровський цирк, 28-поверхові житлові будинки на ж/м Перемога-4, реконструкція кінотеатру «Батьківщина».

## Головні архітектори міста
- 1898—1917 — Скоробогатов Дмитро Степанович,
- 1919—1922 — Красносельський Олександр Леонтійович,
- 1938—1941, 1944—1952 — Дерябін Флегонт Нікіфорович,
- 1952—1955 — Заїченко Іван Романович,
- 1955—1967 — Василь Мартинов,
- 1967—1982 — Сергій Євгенович Зубарєв,
- 1982—1985 — Товстік В'ячеслав Павлович,
- 1985—1990 — Внуков В'ячеслав Сергійович,
- 1991—1998 — Чубаров Едуард Петрович,
- 1998—2004 — Богданов Ігор Валентинович,
- 2004—2007 — Підорван Ігор Григорович,
- 2007—2011 — Саєнко Юлія В'ячеславівна[1],
- 2011—2014 — Улізько Микола Антонович[2],
- З 2014 — Волик Дмитро Володимирович[3]